# Tôn (họ)
Tôn là một họ của người ở vùng Văn hóa Đông Á. Họ này có mặt ở Việt Nam, Trung Quốc, (chữ Hán: 孫, Bính âm: Sūn) và Triều Tiên (Hangul: 손, Romaja quốc ngữ: Son).
Nhiều người Việt hiện nay đang hiểu nhầm họ Tôn (孫) và họ Tôn Thất (尊室) là cùng một họ, do chữ Quốc ngữ chỉ biểu âm, không biểu rõ nghĩa như chữ Hán và chữ Nôm. Hơn nữa họ Tôn đã có từ lâu đời, còn họ Tôn Thất vốn là một nhánh từ con cháu hoàng tộc nhà Nguyễn tách ra (như giáo sư Tôn Thất Bách có người con trai được đặt tên là Tôn Hiếu Anh).

## Người Việt Nam họ Tôn nổi tiếng

Tôn Đức Thắng Chủ tịch nước đầu tiên của Cộng hoà xã hội chủ nghĩa Việt Nam.

- Tôn Đức Thắng (1888-1980), Chủ tịch nước Cộng hòa Xã hội Chủ nghĩa Việt Nam
- Tôn Quang Phiệt (1900-1973), nhà hoạt động chính trị, nhà sử học, nhà thơ, nhà giáo Việt Nam
- Tôn Thiện Phương (sinh 1971), Viện trưởng Viện kiểm sát nhân dân tỉnh Nghệ An

## Người Trung Quốc họ Tôn nổi tiếng

### Nhân vật hư cấu

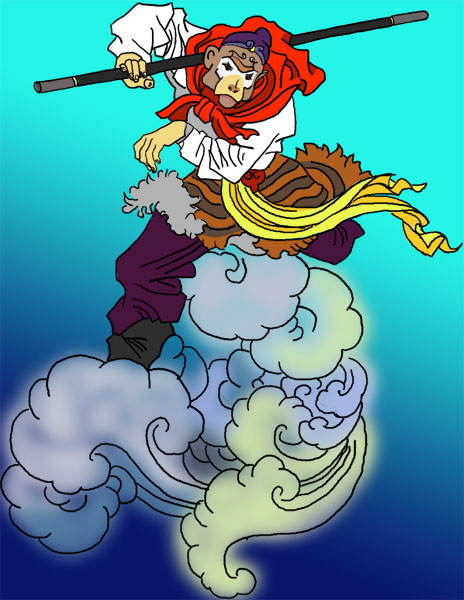
Tôn Ngộ Không

- Tôn Ngộ Không, nhân vật chính của tiểu thuyết Tây du ký

### Cổ đại

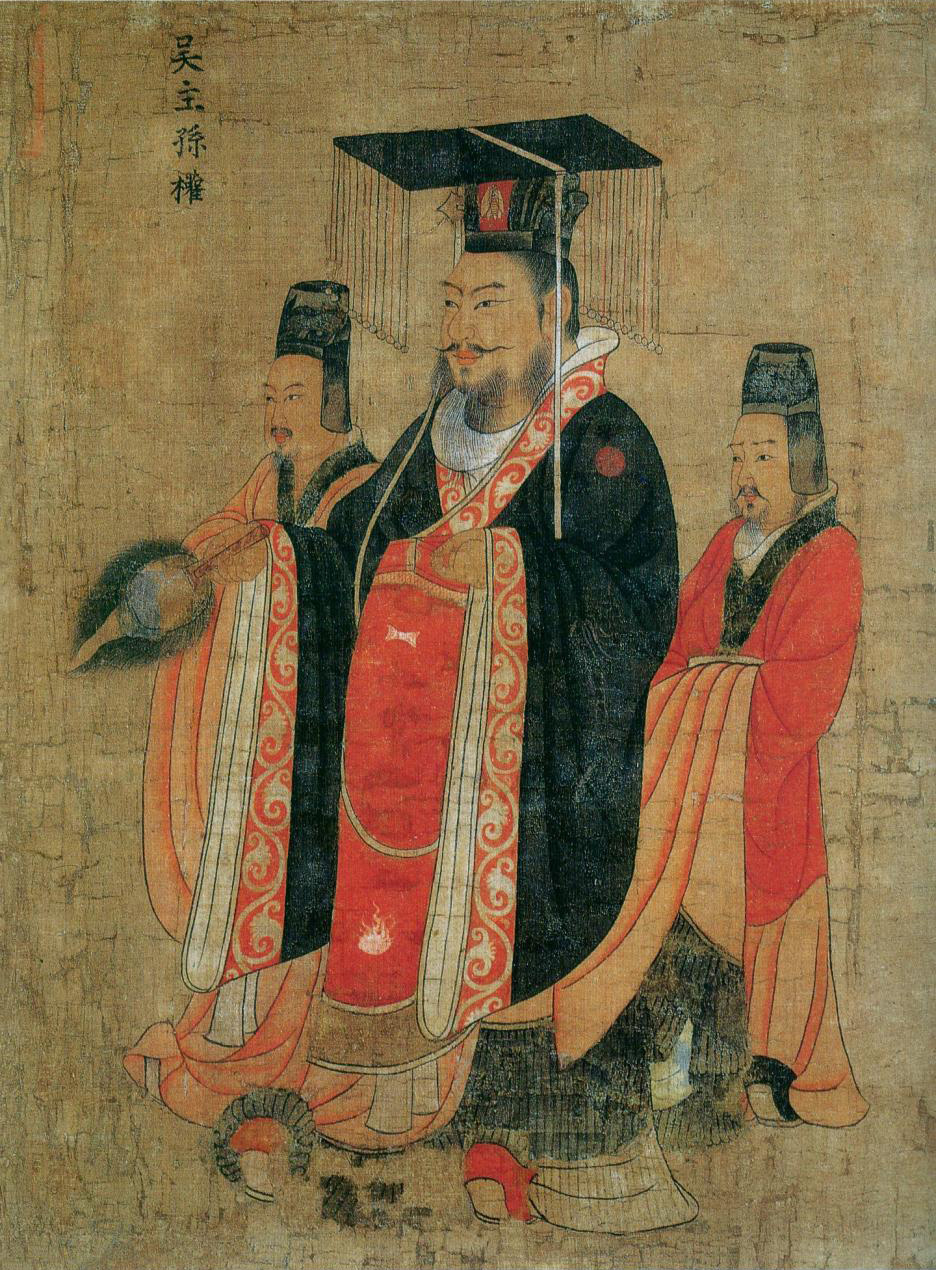
Tôn Quyền, người sáng lập ra nước Ngô

- Các vua nhà Đông Ngô thời Tam Quốc, bắt đầu từ Tôn Quyền
  - Tôn Quyền (chữ Hán: 孫權; 182 – 252), tự là Trọng Mưu (仲謀), người Phú Xuân, Ngô Quận (nay là Phú Dương, Chiết Giang). Ông là người xây dựng nước Ngô thời Tam Quốc.

- Tôn Quá Đình, nhà thư pháp thời nhà Đường
- Tôn Vũ, nhà quân sự thời Xuân Thu
- Tôn Tẫn, nhà quân sự thời Chiến Quốc, được cho là con cháu dòng dõi Tôn Vũ
- Tôn Kiên, Mãnh hổ Giang Đông
- Tôn Sách
- Tôn Thượng Hương
- Tôn Hoàn
- Tôn Sĩ Nghị là một đại thần của nhà Thanh, Trung Quốc
- Tôn Tư Khắc một tướng quân thời Nhà Thanh, Trung Quốc

### Trung đại

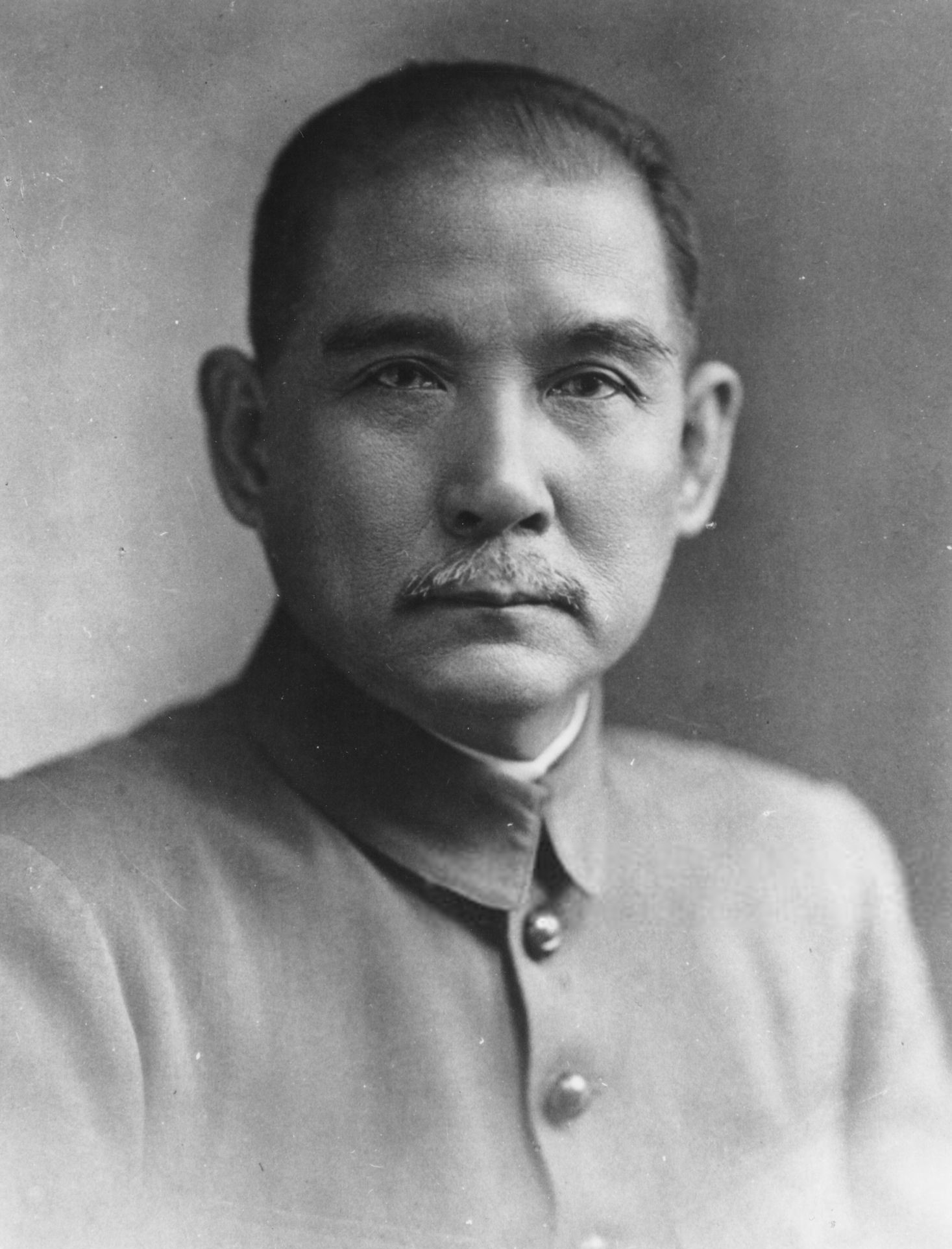
Tôn Trung Sơn, người sáng lập ra nước Trung Quốc mới

- Tôn Trung Sơn, người sáng lập ra nước Trung Quốc mới và là Tổng thống đầu tiên của Trung Hoa Dân Quốc
- Tôn Liên Trọng, một tướng lĩnh quân đội Quốc Dân Đảng Trung Quốc thời Trung Hoa Dân Quốc.

### Hiện đại
- Tôn Chính Tài (1963), nguyên Ủy viên Bộ Chính trị Đảng Cộng sản Trung Quốc, Bí thư Thành ủy Trùng Khánh.
- Tôn Kế Hải (Sun Jihai), cầu thủ bóng đá Trung Quốc
- Tôn Phi Phi. diễn viên
- Tôn Thụ Thành, danh thủ cờ tướng Trung Quốc
- Tôn Nhuế, thành viên nhóm nhạc SNH48

## Người Triều Tiên họ Tôn nổi tiếng
- Son Kee-chung (Hán Việt: Tôn Cơ Trinh), người gốc Triều Tiên đầu tiên đoạt huy chương vàng tại Thế vận hội mùa hè
- Son Ye-jin (Hán Việt: Tôn Nghệ Trân), diễn viên Hàn Quốc
- Son Dam-bi (Hán Việt: Tôn Đàm Phi), nữ ca sĩ Hàn Quốc
- Son Heung-min (Tôn Hưng Mẫn), cầu thủ bóng đá Hàn Quốc
- Wendy Son, tên thật là Son Seung-wan (Hán Việt: Tôn Thừa Hoan), ca sĩ Hàn Quốc, thành viên nhóm nhạc Red Velvet
- Son Chae-young (Hán Việt: Tôn Thái Anh), thành viên nhóm nhạc Twice
- Son Na-eun (Hán Việt: Tôn Na Ân), thành viên nhóm nhạc Apink

## Người Nhật Bản họ Tôn nổi tiếng
- Son Masayoshi (Hán Việt: Tôn Chính Nghĩa): Người giàu nhất Nhật Bản; chủ tịch và nhà sáng lập của SoftBank.

## Người họ Tôn nổi tiếng khác
- Stefanie Sun (Tôn Yến Tư), ca sĩ, diễn viên Singapore